# Cerro de los Hoyos
El cerro de los Hoyos, con una altitud de 1950 m s. n. m., es una de las cumbres más relevantes de La Pedriza, un conjunto montañoso ubicado en la vertiente meridional de la Sierra de Guadarrama, al noroeste de la Comunidad de Madrid. En algunas publicaciones también se le cita con el nombre de cerro del Nevazo, pero esta denominación es inexacta, pues deriva de un hecho circunstancial, acaecido a unos montañeros durante una ascensión realizada en el año 1918.

## Descripción
Se trata de un extenso levantamiento granítico, situado en la parte oriental del Circo de la Pedriza Posterior, y caracterizado por sus formas caóticas, producto de la acción erosiva del agua y el viento. Su nombre proviene de las numerosas pilas, algunas de ellas completamente agujereadas en el fondo, que se pueden observar en la zona cimera, y cuyo origen es igualmente erosivo. Está flanqueado al norte por un collado homónimo, que se abre a una altitud de 1.900 m s. n. m. y por el collado de la Ventana (1.784 m s. n. m.) al sur. Sus muros orientales se elevan sobre el Hueco de San Blas, y a poniente dominan el circo pedricero. En sus laderas apenas existe vegetación herbácea y, en menor medida aún, arbustiva. Lo escarpado del terreno, unido a la pobreza del suelo y a la altitud, impiden el crecimiento de especies arbóreas. En cuanto a la fauna, destaca la presencia de cabras monteses (Capra pyrenaica).

## Vía de ascensión
Todo el cerro es muy quebrado, con paredes verticales e inaccesibles, en general, sin material de escalada. Sin embargo, se puede acceder de modo natural por una vía fácil en su cara norte. Esta vía parte del collado de los Hoyos y se llega a ella a través de la Senda Cormar, la cual rodea la montaña por su cara este, partiendo del collado de la Ventana y atravesando la zona de ladera conocida como Herrada de Patas. También se puede alcanzar por la senda de Pequeño Recorrido PR-M1 (Integral de La Pedriza), que rodea el cerro por la cara occidental y pasa por sus proximidades.